# 杭州飙车案
杭州飙车案或杭州富家子飆車撞人案，同時也被中國大陸網民稱為70码事件、欺實馬事件（音同70碼，取欺背事实之意），是指2009年5月7日发生于中國浙江省杭州市文二西路的一起改裝三菱汽車因超速駕駛致人死亡的事件。

## 案件相关人

### 逝者
谭卓（1984年9月26日－2009年5月7日），湖南省长沙市宁乡县人，為家中的獨子。2002年，譚卓考取浙江大學通信工程專業。2006年，譚卓畢業后就職於杭州依賽通信有限公司，擔任硬件工程師。

### 肇事者
胡斌，20歲，杭州师范大學体育系大二學生，并曾獲得首屆杭州卡丁車大賽冠軍。通過媒體調查以及網民的，民眾發現肇事者是杭州本地富商之子，且有數次超速違例的前科。

## 事件進展

### 发生当日
2009年5月7日晚八時許，谭卓在浙江省杭州市文二西路被胡斌所驾驶的改装三菱Lancer Evolution IX跑车（車牌：浙A608Z0）撞飞，后经120急救车送医院后不治。有目击者声称，谭卓被撞出大约5米高后再重重摔在20米以外的地方，可能当场死亡。同日，肇事者胡斌被刑事拘留，但有網友發現肇事者QQ還在進行更新，因此質疑肇事者是否被及時拘捕。

### 事后进展
5月8日，杭州交警召开新闻发布会，提及“当时车速在70码（千米每小时）”，由此引发舆论不满。同日晚间，杭州市民及浙江大学学生自发走上街头为谭卓举行追思会。
5月10日，谭卓追悼会召开。同日，杭州警方承诺将秉公办理此案。
5月11日，杭州警方承認肇事者存在違法超速行為。另據杭州媒體報導，杭州市長稱該事件駭人聽聞要嚴懲。
5月12日，杭州市的部分人大代表和政協委員也發表聲明對此事表示關注。
5月13日，杭州市政府澄清肇事者胡斌的飙车同伴翁振华并非市领导儿子。该案中肇事车辆涉及的超速行驶和车辆改装问题将由一家专业司法鉴定机构来判定。
5月14日，杭州飆車案事故鑒定完成，專家稱“车速肯定不是70码”。杭州市公安局当日向媒体发布交通肇事案鉴定报告，认定事故车在事发路段的行车时速在84.1公里到101.2公里之间，且肇事车辆的发动机进排气系统、前照灯、悬挂、轮胎与轮辋、车身内部已在原车型的基础上被改装或部分改装。但是该鉴定报告被网友质疑其可信性，且受害人父亲拒绝在鉴定报告上签字。同时，杭州公安局发言人证实胡斌还在羁押中。
5月15日，杭州警方以交通肇事罪向檢察院提請批捕，并認定本次事故由胡斌承擔全部責任。同時杭州警方也就早前的70碼說法向公眾道歉。
5月16日，谭卓家属决定暂时不对鉴定报告提出异议。
5月20日晚，杭州警方宣布公安机关侦查终结。同日，胡斌以涉嫌交通肇事罪被移送杭州市人民检察院审查起诉。受害者谭卓家属与肇事方已经达成协议，谭卓父母获赔113万元。

### 起诉和审理
7月3日，胡斌被杭州市西湖区人民检察院根据《中华人民共和国刑法》第一百三十三条以交通肇事罪提起公诉。
7月15日，杭州“5·7”飙车案在杭州西湖区人民法院开庭审理。该案没有当庭宣判。

#### 判决
7月20日，被告人胡斌被杭州市西湖区人民法院以交通肇事罪一审判处有期徒刑3年。

被告人胡斌违反道路交通安全法规，驾驶机动车辆在城市道路上严重超速行驶，造成一人死亡并负事故全部责任，其行为构成交通肇事罪。被告人胡斌肇事后及时报警并在现场等候，该行为属于履行道路交通安全法规定的义务，且刑法已将交通肇事后逃逸的行为规定为加重处罚情节，依法不应当将肇事后报警并在现场等候的行为重复评价为自动投案，故不能认定被告人胡斌有自首情节。被告人胡斌案发后虽未逃避法律追究，其亲属也能积极赔偿被害人家属的经济损失。但胡斌无视交通法规，案发时驾驶非法改装的车辆在城市主要道路上严重超速行驶，沿途时而与同伴相互追赶，在住宅密集区域的人行横道上肇事并致人死亡，造成恶劣的社会影响，犯罪情节严重，应从重处罚。但被告人胡斌的行为不符合最高人民法院《关于审理交通肇事刑事案件具体应用法律若干问题的解释》第四条关于交通肇事罪其他特别恶劣情节的具体规定，认定其有其他特别恶劣情节缺乏法律依据。最后以交通肇事罪判处被告人胡斌有期徒刑三年。

《中华人民共和国刑法》（1979年7月1日第五届全国人民代表大会第二次会议通过，1997年3月14日第八届全国人民代表大会第五次会议修订，1999年12月25日第九届全国人民代表大会常务委员会第十三次会议通过修正案，2001年8月31日第九届全国人民代表大会常务委员会第二十三次会议通过修正案，2001年12月29日中华人民共和国第九届全国人民代表大会常务委员会第二十五次会议通过修正案，2002年12月28日第九届全国人民代表大会常务委员会第三十一次会议通过修正案，2005年2月28日第十届全国人民代表大会常务委员会第十四次会议通过修正案，2006年6月29日第十届全国人民代表大会常务委员会第二十二次会议通过修正案）
| 法条           | 内容 | 备注       |
| -------------- | --- | ---------- |
| 第十四条       | 明知自己的行为会发生危害社会的结果，并且希望或者放任这种结果发生，因而构成犯罪的，是故意犯罪。 | 故意犯罪   |
| 第六十七条     | 犯罪以后自动投案，如实供述自己的罪行的，是自首。对于自首的犯罪分子，可以从轻或者减轻处罚。其中，犯罪较轻的，可以免除处罚。 | 自首       |
| 第一百三十三条 | 违反交通运输管理法规，因而发生重大事故，致人重伤、死亡或者使公私财产遭受重大损失的，处三年以下有期徒刑或者拘役；交通运输肇事后逃逸或者有其他特别恶劣情节的，处三年以上七年以下有期徒刑；因逃逸致人死亡的，处七年以上有期徒刑。 | 交通肇事罪 |

《中华人民共和国刑事诉讼法》（1979年7月1日第五届全国人民代表大会第二次会议通过，根据1996年3月17日第八届全国人民代表大会第四次会议《关于修改〈中华人民共和国刑事诉讼法〉的决定》修正。 ）
| 法条           | 内容 | 备注       |
| -------------- | --- | ---------- |
| 第三十五条     | 辩护人的责任是根据事实和法律，提出证明犯罪嫌疑人、被告人无罪、罪轻或者减轻、免除其刑事责任的材料和意见，维护犯罪嫌疑人、被告人的合法权益。     | 辩护人责任 |
| 第一百四十一条 | 人民检察院认为犯罪嫌疑人的犯罪事实已经查清，证据确实、充分，依法应当追究刑事责任的，应当作出起诉决定，按照审判管辖的规定，向人民法院提起公诉。 | 公诉       |
| 第一百五十条   | 人民法院对提起公诉的案件进行审查后，对于起诉书中有明确的指控犯罪事实并且附有证据目录、证人名单和主要证据复印件或者照片的，应当决定开庭审判。   | 法院受理   |

最高人民法院《关于审理交通肇事刑事案件具体应用法律若干问题的解释》（(2000年11月10日最高人民法院审判委员会第1136次会议通过) 法释〔2000〕33号 ） ：
| 法条   | 内容 | 备注                 |
| ------ | --- | -------------------- |
| 第四条 | 交通肇事具有下列情形之一的，属于“有其他特别恶劣情节”，处三年以上七年以下有期徒刑：(一)死亡二人以上或者重伤五人以上，负事故全部或者主要责任的；(二)死亡六人以上，负事故同等责任的；(三)造成公共财产或者他人财产直接损失，负事故全部或者主要责任，无能力赔偿数额在六十万元以上的 | 交通肇事法定加重情节 |

针对审判结果双方家长均表示不公平，受害者家属认为判处太轻，而肇事人母亲庭审结束后痛哭，并说“太不公平了”。
谭卓的父亲谭跃于7月24日下午分别向西湖区检察院、杭州市检察院、浙江省检察院、最高人民检察院寄出了抗诉申请书；向西湖区法院、杭州中级法院、浙江省高院、最高人民法院寄出了申诉书；另外，还向杭州市人大、浙江省人大、全国人大寄出了情况说明书。胡斌父母虽认为判决结果不公平，但却表示暂时不会上诉。
谭跃说，抗诉申请书主要包括两点，一是一审判决的罪名定性问题。谭跃说他从没认同过“交通肇事罪”的罪名，至今仍坚持胡斌犯的是“以危险方法危害公共安全罪”。 二是胡斌“替身”的问题。对于西湖法院的辟谣公告，谭跃认为，“没有说服力，毫无意义，就是假的替身也会这样回答问题。”并希望上级司法部门能认真对待此事，依法公开、公正、透明地对胡斌的身份进行鉴定，以消除大家的疑虑。
7月30日，杭州市人民检察院驳回了受害者谭卓家属的抗诉申请。检察院认为，法院的判决在认定事实、确定性质、适用法律方面与检察院所认定的完全一致，量刑也在法定幅度内，故决定不提出抗诉。

## 后续
7月31日，是“杭州5·7飙车案”罪犯胡斌入狱的第一天。下午3时，胡斌就读大学的两名老师和两名同班同学前往监狱看望。案发两个月后，胡斌首次面对新华社、《人民日报》等媒体的采访，胡斌说“我很对不起谭卓父母亲，这辈子都会觉得愧疚。”面对网友对其形象的质疑，胡斌向记者展示他的右胳膊，可见一道长长的白色疤痕，胡斌说“这是初三时留下的”。另外，出事时胡斌戴着是隐形眼镜，而庭审中则是戴着一幅黑框眼镜。。8月21日，捏造散布“胡斌替身”谣言者熊忠俊（网名：刘逸明）被依法行政拘留10天。
2011年谭卓的父母冒着高龄产子的风险又生下了一个儿子。
2014年5月，胡斌在出狱后两年后驾驶一辆白色宝马125轿车在杭州龙井路上发生侧翻交通事故。

## 事件影响
- 杭州交警依據肇事者及同伴說辭初步認定肇事車輛當時時速只有70公里每小时[11][39]并控制媒体报道[40]进而导致谭卓事件立刻成为2009年的网络热点。

- 同時關於肇事者胡斌應該是以交通肇事罪起訴還是應該以以危险方法危害公共安全罪起訴，在民眾和法律界也產生了爭論。[41][42]也有媒體認為利用輿論壓力不利於司法公正，如《南方新闻网》的郭光东认为舆论不管如何也应理性看待案件本身。[43]5月17日，齐鲁电视台《开讲天下》节目对“杭州富家子闹市飙车撞死人该不该严惩”展开激烈辩论，节目直播当晚，观众短信投票支持严惩该富家子的有16091人，认为应该宽容不必严惩的只有1756票，支持重判的观众占了近九成，而参与辩论的专家则多支持理性看待法律公正。[44]

- 央视主持人白岩松认为这已不是简单的交通事故，而是行为和法律的碰撞。[45] 一些媒体担心如果轻判会导致连环悲剧。[46]

- 一些媒体认为该事件的核心问题是公权力不能受到社会舆论的监督与制约。[47]

- 《燕赵都市报》就杭州飙车案提出了“飙车还是不是交通活动”的质疑，进而希望修改交通法，明确“非交通活动”概念。[48]

- 事后虽然对于一些质疑杭州政府及相关部门进行了解释，但这也说明了一直政府部门以来行事欠阳光，凸显了公正执法信任危机[49]。

- 一审庭审结束后，网络持不同政见者刘逸明发文认为在法庭上的胡斌是替身。[50][51]法院说这是网友的“猜测”和“无稽之谈”，称“身体发胖可能与其在看守所中的生活比较有规律，且活动量比案发前减少所致”。[52]谭卓的父亲相信庭审现场的就是胡斌本人。[53]有媒体认为胡斌在法庭上文质彬彬的形象可能是其律师为其设计。[54]

- 2009年7月25日左右，网上刘逸明再次传言稱，网友已找到胡斌一审时的“顶包”——张礼礤[55]的照片，而胡斌已经偷偷出国。[56]有网友相信张礼礤就是给胡斌顶包的人。甚至有网友猜测有3个“胡斌”。[57][58]

- 针对刘逸明通过网络的以上传言，杭州市西湖区人民法院在7月27日给新华网杭州站发来传真，回应说，“法院确定，出庭受审的就是交通肇事犯罪致谭卓死亡的胡斌本人”。[59]

- 针对部分网友的质疑，杭州市西湖区人民检察院确认出庭受审的胡斌就是“5·7”交通肇事案肇事者胡斌。检察院在看守所提审胡斌时，核对了胡斌的基本信息还核实了胡斌的身份证、驾驶证。7月15日，公诉人在审判长核实胡斌身份的基础上，调查核实了该案的全部犯罪事实和证据。胡斌在法庭上回答的所有问题与检察机关所掌握的事实证据都互相印证。胡斌的身体还有特殊的特征，如因在校期间踢足球右手臂骨折，留有很长的伤疤。

- 据杭州市交通局提供信息，经仔细调查核实，杭州市出租车正、副班驾驶员中没有叫张礼礤的人。[60]

- 7月29日，一位北京的刘先生通过凤凰网、京华时报向媒体和网友声明，表示网上被人肉出的照片就是他本人，他不是张礼礤，也和胡斌无关。刘先生表示，他是北京人，今年28岁，在一家国企做行政助理，从没去过杭州。照片是2005年中秋节前后，和朋友去古北口游玩时所照。“可能是朋友发在博客中的照片被翻出来了吧”。 照片给他造成了很大困扰，现在他已经发表声明，要求所有转载照片的媒体、网站删除此照片[61][62][63]。

### 欺实马
语源自七十码，中国网民恶搞出一個生物「欺实马」，以此讽刺杭州警方对此案中肇事车辆的车速认定。
根据中国论坛上广为流传的版本，欺实马是一被草泥马排泄物封印于杭州一名为礁井（“交警”的谐音）的古井中的不知名妖孽，当时的钱塘富贾中流行着一种风俗，每每遇到灾祸，富贾们都将家中宝物钱财投入此井，以求消灾避祸，少则几万，多则几吨。但此井被没有因此而变浅，它终年寒气逼人，令当地百姓甚为恐惧。

## 外部連結
- 新华网专题：警思杭州飙车夺命案，不再出现下一个谭卓（页面存档备份，存于）
- CCTV專題：富家子飆車 撞死浙大學子（页面存档备份，存于）
- 网络流传的为胡斌顶包的张礼礤的照片：网友人肉“张礼礤”可能为杭州飙车案胡斌替身

### 相關評論
- 韓寒：该关心和不该关心的（页面存档备份，存于）
- 刘逸明：飙车事件绝不能用金钱摆平（页面存档备份，存于）
- 郭翠日：不可把公众的良知误读为“仇富”（页面存档备份，存于）
- 纹丝不动：头文字E：仇富与公平（页面存档备份，存于）